# Ordinariat oriental d'Autriche
 (mars 2016).
Si vous disposez d'ouvrages ou d'articles de référence ou si vous connaissez des sites web de qualité traitant du thème abordé ici, merci de compléter l'article en donnant les références utiles à sa vérifiabilité et en les liant à la section « Notes et références ».
L'ordinariat d'Autriche de rite oriental (Austriae), a été érigé le 13 juin 1956. Son évêque actuel est Christoph Schönborn.
Voici la liste des ordinaires d'Autriche de rite oriental, qui ont le titre d'évêque :
- 13 juin 1956-1985 : Franz König
- 21 février 1987-14 septembre 1995 : Hans Hermann Groër
- 6 novembre 1995-maintenant : Christoph Schönborn